# 스콧 제이코비
스콧 제이코비(Scott Jacoby, 1956년 11월 26일 ~ )는 미국의 연극 배우, 영화배우, 텔레비전 배우, 각본가, 영상 편집자이다.
시카고에서 태어났다.

## 영화
- 공포의 크리픈 고교 (1987년)
- 슈퍼네츄럴스 (1986년)
- 안네 프랭크의 일기 (1980년)
- 아워 위닝 시즌 (1978년)
- 리틀 걸 (1976년) - 마리오 역
- 라이벌스 (1972년)
- 경찰 초년병 (1972년)
- 도청 작전 (1971년)
- 닥터 웰비 (1969년)
- 원 라이프 투 리브 (1968년)